# Farmington (rivière)
Pour les articles homonymes, voir Farmington.
La rivière Farmington (Farmington River) est une rivière qui s’écoule dans les États américains du Connecticut et du Massachusetts. Longue de 75 km, la rivière a un bassin versant de 1 577 km2. Historiquement utilisée pour le développement industriel des petites localités situées à proximité, la rivière est devenue un attrait touristique et une source pour la distribution d’eau potable.
Ses deux branches principales prennent leurs sources au sud-ouest du Massachusetts. La branche occidentale débute à Becket et se dirige vers Otis au sud.  23 km de cette branche ont été déclarés National Wild and Scenic River. La branche orientale appartient aujourd’hui au réservoir artificiel Barkhamsted. Elles se rejoignent à New Hartford (Connecticut).
La rivière se dirige ensuite en général vers le sud sauf à Farmington (Connecticut) où elle repart vers le nord et vers l’est avant de se jeter dans le fleuve Connecticut à Windsor (Connecticut).
Plusieurs sections de la rivière sont navigables pour des petites embarcations et de nombreuses activités nautiques y sont proposées comme le kayak. La branche occidentale dispose de deux centrales hydroélectriques couplées à des barrages.